# Брейді Леман
Брейді Леман (англ. Brady Leman) — канадський фристайліст, спеціаліст зі скікросу, олімпійський чемпіон, переможець та призер Х-ігор. 
Золоту олімпійську медаль та звання олімпійського чемпіона Леман  виборов на Олімпіаді 2018 року в корейському Пхьончхані в змаганнях зі скікросу. 

## Зовнішні посилання
- Досьє на сайті Міжнародної федерації лижного спорту [Архівовано 31 грудня 2016 у Wayback Machine.]

## Виноски
1. ↑  Olympedia — 2006.
2. ↑  http://www.alpinecanada.org/athlete/leman
3. ↑  Men's ski cross results